# 乌滕韦勒
乌滕韦勒是德国巴登-符腾堡州的一个市镇。总面积49.77平方公里，总人口3579人，其中男性1824人，女性1755人（2011年12月31日），人口密度72人/平方公里。